# فارس دسوقي
فارس محمد دسوقي (مواليد 29 سبتمبر 1994) هو لاعب إسكواش محترف مصري، يحتل حاليأ المركز العاشر في التصنيف الدولي للإسكواش.

## روابط خارجية
- فارس دسوقي على موقع الاتحاد الدولي لمحترفي الاسكواش (مؤرشف) (الإنجليزية)
- فارس دسوقي على موقع SquashInfo.com (الإنجليزية)